# Syncopy电影公司
Syncopy电影公司（Syncopy Inc.）是一家由艾玛·托马斯与克里斯托弗·诺兰创办并运营的英美合资电影制作公司。该公司名称源自诺兰父亲的建议，而公司的银幕标识则包含了迷宫图案。这家电影公司主要业务是制作诺兰导演或者制片的电影及短片作品，也包括部分联合制作的作品。
自2001年成立以后，Syncopy公司参与制作了几乎所有诺兰执导的电影，这些影片的累积票房成绩超过60亿美元，同时也拿到了包括奥斯卡最佳影片奖在内的多项大奖。

## 历史
Syncopy公司成立于2001年2月27日，由导演克里斯托弗·诺兰与其妻子艾玛·托马斯共同创办。该公司主要制作由诺兰导演的作品，多数影片由华纳兄弟发行。公司名称源自“切分音”（syncopation）的文字游戏，由诺兰已故的古典音乐爱好者父亲建议使用。这家公司在伦敦与洛杉矶都设有办事处。Syncopy在银幕上的标识为包含公司名称的迷宫图案。
该公司曾与传奇影业联合制作《蝙蝠侠：侠影之谜》（2005年）、《致命魔术》（2006年）、《黑暗骑士》（2008年）、《盗梦空间》（2010年）及《黑暗骑士崛起》（2012年）。2013年推出扎克·施奈德执导的《超人：钢铁之躯》，2015年与时代精神影业成立合资公司，发行后者经典电影的蓝光版本，首部合作作品为安德烈·萨金塞夫导演的《伊莲娜》（2011年）。此后该公司相继制作了克里斯托弗·诺兰执导的科幻片《星际穿越》（2014年）、纪录短片《奎氏兄弟》（2015年）、战争片《敦刻尔克》（2017年）及谍战片《信条》（2020年）。
除诺兰与托马斯外，公司仅雇佣两名员工。托马斯在2018年《名利场》采访中表示：“我们不是帝国建造者，只专注于每一部独立作品”。2021年10月宣布诺兰新片《奧本海默》将采用IMAX和65毫米胶片拍摄，于2023年7月21日上映。基里安·墨菲担纲主演，霍伊特·范·霍特玛、和悉数回归担任技术主创。该片是诺兰首部由环球影业发行的作品，并在第96屆奧斯卡金像獎为其赢得首个最佳影片与最佳导演奖。

## 电影作品

### 故事片
| 年份     | 片名             | 导演            | 联合制作公司                     | 发行商                             | 票房（美元） | 参考   |
| -------- | ---------------- | --------------- | -------------------------------- | ---------------------------------- | ------------ | ------ |
| 2005年   | 蝙蝠俠：開戰時刻 | 克里斯托弗·诺兰 | 传奇影业、DC娛樂                 | 华纳兄弟电影                       | 3.75亿       | [ 17 ] |
| 2006年   | 致命魔术         | 克里斯托弗·诺兰 | 试金石影业、新市场影业           | 华纳兄弟电影、華特迪士尼工作室電影 | 1.09亿       | [ 19 ] |
| 2008年   | 黑暗骑士         | 克里斯托弗·诺兰 | 传奇影业、DC娛樂                 | 华纳兄弟电影                       | 10亿         | [ 20 ] |
| 2010年   | 盗梦空间         | 克里斯托弗·诺兰 | 传奇影业                         | 华纳兄弟电影                       | 8.39亿       | [ 21 ] |
| 2012年   | 黑暗骑士崛起     | 克里斯托弗·诺兰 | 传奇影业、DC娛樂                 | 华纳兄弟电影                       | 11.1亿       | [ 22 ] |
| 2013年   | 钢铁之躯         | 扎克·施奈德     | 传奇影业、DC娛樂、彼特斯娱乐公司 | 华纳兄弟电影                       | 6.70亿       | [ 24 ] |
| 2014年   | 星际穿越         | 克里斯托弗·诺兰 | 传奇影业、林达·奥布斯特影业      | 华纳兄弟电影、派拉蒙影業           | 7.58亿       | [ 26 ] |
| 2017年   | 敦刻尔克         | 克里斯托弗·诺兰 | 瑞特派克顿电影                   | 华纳兄弟电影                       | 5.33亿       | [ 28 ] |
| 2020年   | 信条             | 克里斯托弗·诺兰 | 不適用                           | 华纳兄弟电影                       | 3.65亿       | [ 29 ] |
| 2023年   | 奧本海默         | 克里斯托弗·诺兰 | 亚特拉斯娱乐                     | 环球影业                           | 9.75亿       | [ 30 ] |
| 2026年   | 奥德赛           | 克里斯托弗·诺兰 | 不適用                           | 环球影业                           | 待定         |        |
| 总票房： | 总票房：         | 总票房：        | 总票房：                         | 总票房：                           | 67亿         | —      |

### 短片
| 年份   | 片名       | 导演                     | 联合制作公司                    | 发行商       | 参考                 |
| ------ | ---------- | ------------------------ | ------------------------------- | ------------ | -------------------- |
| 2015年 | 奎氏兄弟   | 克里斯托弗·诺兰          | 不適用                          | 时代精神影业 | [ 31 ] [ 32 ]        |
| 2019年 | 娃娃的呼吸 | 斯蒂芬·奎伊和蒂莫西·奎伊 | 科宁克工作室（Koninck Studios） | 时代精神影业 | [ 35 ] [ 36 ] [ 37 ] |

## 脚注

### 引文
1. ↑  但唐謨 (2021)，第1953頁.
2. ↑   (PDF). 荷里活報道.   [2020-05-19]. （原始内容存档 (PDF)于2020-06-06）.
3. ↑  . bizstanding.com.   [2020-06-07]. （原始内容存档于2020-06-07）.
4. ↑  Rubin, Rebecca. . Variety. 2020-12-10  [2020-12-11]. （原始内容存档于2020-12-11）.
5. ↑  Shone (2020)，第18頁.
6. ↑  . YouTube.
7. ↑  Fritz, Ben. . 华尔街日报. 2013-10-14  [2020-05-19]. （原始内容存档于2020-06-21）.
8. ↑  張以潔 (2021)，第18頁.
9. ↑  但唐謨 (2021)，第頁.
10. ↑  . Variety. 2015-02-20  [2020-05-19]. （原始内容存档于2015-02-24）.
11. ↑  . British Film Institute.   [2020-05-19]. （原始内容存档于2020-08-28）.
12. ↑  . Vanity Fair.   [2018-02-16]. （原始内容存档于2019-08-27）.
13. ↑  . Los Angeles Times.   [2020-05-19]. （原始内容存档于2020-04-12）.
14. 1 2  Kroll, Justin. . Deadline. 2021-10-08  [2021-10-08]. （原始内容存档于2021-10-08） （美国英语）.
15. ↑  . Observer. 2021-10-08  [2021-10-08] （美国英语）.
16. ↑  . AP News （英语）.
17. ↑  . Box Office Mojo.   [2020-08-20]. （原始内容存档于2020-06-24）.
18. ↑  但唐謨 (2021)，第1949頁.
19. ↑  . Box Office Mojo.   [2013-01-03]. （原始内容存档于2009-06-21）.
20. ↑  . Box Office Mojo.   [2013-01-03]. （原始内容存档于2010-01-02）.
21. ↑  . Box Office Mojo.   [2020-08-20]. （原始内容存档于2020-08-08）.
22. ↑  . Box Office Mojo.   [2024-12-07]. （原始内容存档于2017-04-05）.
23. ↑  沈国华 (2021)，第117頁.
24. ↑  . Box Office Mojo.   [2014-12-14]. （原始内容存档于2014-12-15）.
25. ↑  贾惊涛 (2007)，第387頁.
26. ↑  . Box Office Mojo.   [2020-08-20]. （原始内容存档于2020-09-07）.
27. ↑  陈焱 (2016)，第47頁.
28. ↑  . Box Office Mojo.   [2017-12-23]. （原始内容存档于2017-12-23）.
29. ↑  . Box Office Mojo.   [2020-09-30]. （原始内容存档于2020-09-03）.
30. ↑  . Box Office Mojo. IMDb.   [2023-10-02].
31. ↑  Labrecque, Jeff. . Entertainment Weekly. 2015-07-27  [2025-07-02]. （原始内容存档于2019-03-27）.
32. ↑  Hoffman, Jordan. . The Guardian. 2015-08-20  [2025-07-02].
33. ↑  薛燕平 (2012)，第117頁.
34. ↑  张容 (2024)，第333頁.
35. ↑  Dudok de Wit, Alex. . Move Madly. 2024-08-27  [2025-07-02].
36. ↑  . Illuminations Media. 2019-09-11  [2024-11-26]. （原始内容存档于2020-09-06）.
37. ↑  .   [2024-11-26].